# Lãng khách Kenshin
Rurouni Kenshin: Câu chuyện lãng mạn của kiếm khách thời Minh Trị (るろうに剣心 -明治剣客浪漫譚- (Rurōni kiếm tâm -Minh Trị kiếm khách lãng mạn đàm-) Rurōni Kenshin: Meiji Kenkaku Romantan) là một seri manga và anime do Nobuhiro Watsuki sáng tác. Câu chuyện lấy bối cảnh những năm đầu của thời kỳ Minh Trị ở Nhật Bản. Bản tiếng Anh OVAs cũng như bộ phim được lấy tên là Samurai X, mặc dù tên gốc vẫn được giữ ở bản DVD. Câu chuyện kể về một sát thủ tên là Himura Kenshin (Phi Thôn Kiếm Tâm), người được biết đến với biệt danh Hitokiri Battōsai ("Sát thủ - Người rút kiếm nhanh"). Kenshin sau đó hối hận vì những gì mình đã làm và thề rằng sẽ không giết hại bất cứ ai nữa.
Manga lần đầu xuất bản trên tạp chí Weekly Shonen Jump của Shueisha từ 2 tháng 9 năm 1994 đến 4 tháng 11 năm 1999, bao gồm 28 tankōbon (tập). Truyện đã được Nhà xuất bản Trẻ phát hành ở Việt Nam. Ở Mỹ, truyện đã được phát hành bởi 'VIZ Media'. Truyện được lấy tên là "Samurai lang thang" trong một số bản phát hành bằng tiếng Anh, dịch sát nghĩa từ "Rurouni."
Nhà văn Kaoru Shizuka đã viết một tiểu thuyết về Rurouni Kenshin với nhan đề Voyage to the Moon World. Tiểu thuyết này đã được dịch và phát hành ở Mỹ và Canada bởi VIZ Media.

## Khái quát
Câu chuyện bắt đầu khi Kenshin gặp Kaoru ở Tokyo. Kaoru đang truy tìm một người tự xưng là Battousai, và ban đầu tin rằng Kenshin chính là người cô cần tìm, nhưng sau khi chứng kiến sự vụng về của Kenshin và "sakabato" (Nghịch Nhận Đao - "kiếm lưỡi ngược"), cô thấy rằng anh không thể là sát thủ huyền thoại đó được. Thủ phạm thực sự hóa ra lại là một cựu đệ tử của Kamiya Dojo muốn báo thù sau khi bị đuổi đi. Kaoru bị bắt cóc và giam giữ bởi Battousai giả nhưng Kenshin đã xuất hiện, tiết lộ mình chính là Battousai thật sự và khẳng định điều này bằng việc tiêu diện cả tên giả mạo và băng của hắn mà không giết bất cứ ai. Anh sử dụng kiếm thuật xưa đầy sức mạnh gọi là "Hiten Mitsurugi-Ryu" (Phi thiên ngự kiếm). Khi nhận được lời đề nghị giúp đỡ của võ đường, Kenshin quyết định tạm dừng việc là một Rurouni và ở lại dojo.

## Nhân vật
Nobuhiro Watsuki, trong mỗi tankōbon, kể chi tiết về việc sáng tạo từng nhân vật cũng như những cảm hứng để ông sáng tạo nên nhân cách và hình dáng của nhân vật. Ảnh hưởng bao gồm các chân dung lịch sử (dễ thấy với những thành viên của Shinsengumi) và cả những nguồn hư cấu như các nhân vật trong X-Men và Marvel, và các nhân vật trong video game SNK, phần lớn là trong Samurai Showdown và Last Blade.
Nhân vật chính trong Rurouni Kenshin:
- Himura Kenshin
- Kamiya Kaoru
- Sagara Sanosuke
- Myojin Yahiko
- Takani Megumi
- Saitō Hajime
- Shinomori Aoshi
- Makimachi Misao

## Truyền thông đại chúng

### Rurōni Kenshin: Meiji Kenkaku Romantan
Seri nguyên bản lấy tên Rurōni Kenshin: Meiji Kenkaku Romantan lần đầu xuất hiện như những câu truyện ngắn riêng rẽ xuất bản trên tạp chí manga Tuần san đặc biệt Shonen Jump trong hai năm 1992 và 1993.
Câu chuyện đầu tiên cũng là một trong những chương đầu của Himura Kenshin khi anh giúp đỡ một cô gái giàu có tên là Raikōji Chizuru. Chizuru sau đó là nguyên mẫu cho cho Kamiya Kaoru. Nhân vật Chizuru được chuyển thành bạn gái của Himura Kenji, con trai của Kenshin và Kaoru, xuất hiện ở Seishouhen OVA trong cảnh cuối cùng.
Câu chuyện thứ hai mà sau này là một chương riêng lẻ của bộ manga sau này. Kenshin cứu võ đường của gia đình Kamiya khỏi một tên lãnh chúa địa phương gian ác muốn kết hôn với người con gái cả, Megumi (sau đó trở thành Takani Megumi), với sự trợ giúp của hai người em của cô, Kaoru and Yahiko (người kế tục võ đường Kamiya, sau đó trở thành Myojin Yahiko). Trong khi tính cách của Kaoru và Yahiko khá giống với trong Rurouni Kenshin, tính cách của Megumi khác biệt rõ rệt khi cô nhút nhát và ngoan ngoãn hơn so với cách thể hiện cô ta trong seri manga sau này, và Watsuki đã lưu ý rằng tính cách của cô trong phần này đã chuyển sang những đặc điểm của nhân vật Sekihara Tae (cô chủ quán ăn nơi mà những nhân vật chính trong manga thường đến).

### Rurouni Kenshin
Năm 1994, Watsuki sáng tác một câu chuyện đầu tay xuất bản trên tạp chí Shonen Jump cho đến khi kết thúc năm 1999. Bộ manga này bao gồm 28 tankōbon (tập). Cốt truyện của Kenshin được chia thành 3 phần storyline arcs: Tokyo, Kyoto, and và Jinchū (人誅編 Jinchū-ban Nhân tru biên). Phần Jinchū (cũng có tên là "Phần kết", "Phần báo thù", và đôi khi được đánh vần là "Phần Jinchuu ") không được chuyển thể thành phim hoạt hình, trừ những phần liên quan đến quá khứ của Kenshin.
Phần Jinchū bao gồm rất nhiều đoạn nói về quá khứ của Himura Kenshin bao gồm cả lần gặp gỡ người vợ đầu của anh, (Yukishiro Tomoe), và nguyên nhân của vết sẹo hình chữ thập nổi tiếng trên má anh. Phần này tập trung chủ yếu vào những nhân vật trong những năm Kenshin còn là Hitokiri Battōsai, những người muốn báo thù vì những hành động trong quá khứ của Kenshin. Phần Jinchū có một chủ đề khá lãng mạn.

### Yahiko no Sakabatō
Năm 2000, phần tiếp theo xuất hiện lấy tên là Yahiko no Sakabatō (弥彦の逆刃刀 ("Nghịch Nhận Đao của Yahiko's")), sau đó nó được VIZ Media giới thiệu trên bản tháng 9 năm 2006 trên ấn bản Shonen Jump.
Câu chuyện bắt đầu khi nhân vật chính Myojin Yahiko miễn cưỡng phải làm đến dạy tại võ đường theo kiểu Shinto Kikuhara Kasshin. Tại võ đường, Yahiko biết được rằng Midori, con gái của trưởng môn võ đường và 3 đệ tử đã bị bắt làm con tin bởi một tên tội phạm tên là Mutō Kaname và băng đảng của hắn. Yahiko nhanh chóng đánh bại Mutō và một nhân viên cảnh sát, trung úy Kitaki, người tấn công Muto với niềm tin mù quáng rằng tội ác phải bị xử tử vì lợi ích của triều đại Minh Trị. Yahiko trở lại với các học trò và đưa ra cho họ một giáo trình khắc nghiệt trong suốt thời gian còn lại ở võ đường.
Cuối tháng anh trở lại Đông Kinh và đến quán Akabeko để thăm Sanjō Tsubame, không biết rằng cả cuộc hành trình là kế hoạch của Kenshin để làm Yahiko trở nên mạnh mẽ hơn.

### Kenshin Kaden
Trong một bộ bách khoa (164 trang), bao gồm Haru ni Sakura, kể lại chi tiết số phận của các nhân vật trong bộ truyện Ruroouni Kenshin.
Haru ni Sakura là 6 trang truyện màu khổ lớn. Câu chuyện diễn ra vài năm sau khi bộ manga kết thúc, khi Kenshin và Kaoru đã cưới nhau và có một đứa con trai nhở tuổi, Kenji. Tất cả các nhân vật chủ yếu đã từng kết bạn với Kenshin tập hợp lại (nói cách khác là làm sáng tỏ tình hình của họ hiện tại) cùng với anh trong một buổi picnic mùa xuân.

### Rurouni Kenshin Kanzenban
Bắt đầu vào thang 7-2006, Nhà xuất bản Nhật Bản của Rurouni Kenshin phát hành một ấn bản đã được chờ đợi rất lâu kanzenban.
Mỗi tập Rurouni Kenshin kanzenban có nét đặc trưng là vỏ bọc mới, và cũng có một bảng màu với một nghệ thuật mới.
Rurouni Kenshin kanzenban bị đả kích vì chỉ ra 22 tập (so với bản gốc gồm 28 tập nên bao gồm nhiều chương hơn so với bản gốc), với 2 tập được xuất bản mỗi tháng. Như một phần thêm, Rurouni Kenshin kanzenban sẽ bao gồm cả "Yahiko no Sakabato", một câu chuyện thêm đã được xuất bản trên Shonen Jump và chưa bao giờ được thu thập vào bất cứ tập sách nào ở Nhật Bản. Ở Đức, sách được xuất bản với 28 tập.

### Tiểu thuyết
Trước tiên là Shueisha's Jump j-Books, "Hành trình đến Cung Trăng" là một câu chuyện độc đáo (sau đó được chuyển thể thành anime), nhưng phần còn lại thì được chuyển thể từ nội dung trong manga và anime. Chỉ có tập 1 là được dịch sang tiếng Anh.
1. Tập 1
Hành trình đến Cung Trăng and Sanosuke và Nishiki-e sáng tác Kaoru Shizuka (1996/10). ISBN 1421506041
2. Tập 2
Cuộc chiến của Yahihiko và Kurogasa sáng tác Kaoru Shizuka (1997/10). ISBN 4087030636
3. Phần Shimabara
TV Anime Shimabara Arc (#67-76) 1999/2. ISBN 4087030776

### Anime
{{Để biết danh sách các tập anime, xem Danh sách các tập Rurouni Kenshin }}
Seri TV được chia thành 3 phần, với 27 tập đầu làm theo phần Tokyo, các tập từ 28-62 làm khá sát với phần Kyoto, các tập từ 63-95 được làm không dựa trên manga để Watsuki có thể có thêm thời gian để hoàn thành phần Jinchuu để nó có thể chuyển thể thành phim hoạt hình. Seri anime không được ưa chuộng từ sau phần Kyoto vì phần làm thêm để rồi cuối cùng phải hủy bỏ trước khi phần Jinchū/Báo thù được chuyển thể thành anime. Seri anime bắt đầu được phát sóng trên kênh truyền hình Nhật Bản Fuji TV từ 10-1 năm 1996 và kết thúc vào 8-9 năm 1998. Anime này được sản xuất bởi Aniplex (trước đây là SPE Visual Works) và Fuji TV, và được chuyển thể thành phim hoạt hình bởi Studio Gallop từ tập 1 đến tập 66, trong khi các tập từ 66 trở đi được chuyển thể bởi Studio Deen. Seri TV sau đó được mua bản quyền ở Bắc Mỹ bởi Media Blasters.
Seri hoạt hình giành được sự yêu thích lớn trên toàn cầu, và mặc dầu được thiết kế trước hết là cho những fan nam trẻ tuổi, các cảm xúc và mỗi quan hệ được miêu tả một cách chi tiết và tỉ mỉ (đặc biệt là mối tình lãng mạn giữa Kenshin và Kaoru cho đến khi kết hôn) cũng thu hút được rất nhiều fan nữ.

### Phim
Bộ phim  Samurai X: The Motion Picture , được biết đến ở Nhật Bản với tên gọi Ishin Shishi he no Requiem (―維新志士への鎮魂歌 Bài ngợi ca linh hồn một Duy Tân chí sĩ) kể lại câu chuyển Kenshin gặp một samurai là họ hàng với một người mà Battousai đã sát hại trong cuộc chiến. Samurai này đang cố để tiến hành một cuộc cách mạng để lật đổ chính phủ Minh Trị.

### OVAs

Kenshin giả làm người bán thuốc

Seri OVA, đặc biệt là những nhân vật lịch sử, cố bám sát truyện hơn so với seri TVs, giống như một hài kịch lãng mạn nhưng ẩn sau đó là những ý nghĩa sâu sắc. OVA sử dụng những cảnh chắp nối trực tiếp làm nó khác đi so với các phim hoạt hình thông thường. Tất cả các OVA đều được tái phát hành trên thị trường quốc tế bằng cách chắp liền các tập riêng rẽ thành một bộ phim liền cùng với việc thêm vào vài phân cảnh. Hòa âm phối khí trong tất cả những phim được chắp liền đều bị giảm hiệu quả hoặc biến đổi đi một cách đáng kể, mặc dầu bản nhạc không bị biến đổi hay bị bỏ lơ. 

Himura Kenshin rời bỏ Ishin Shishi

Seri OVA đầu tiên,  Samurai X: Trust  and  Samurai X: Betrayal , được biết đến ở [[Nhật 
Bản]] với tên Tsuiokuhen (追憶編 Truy ức biên) và sau đó được biên tập lại thành một bộ phim Samurai X: Trust & Betrayal -Director's Cut, lấy bối cảnh vào thời suy tàn của chế độ Shogun Tokugawa và kể về thời thơ ấu và thiếu niên của Kenshin. Chỉ một số tập trong seri TV xuất hiện trong OVA này, cụ thể là Kenshin, sư phụ của Kenshin là Hiko Seijuro (Seijuro Hiko ở trong anime tiếng Anh), và Saitō Hajime (Hajime Saito trong anime tiếng Anh), và bóng dáng của Makoto Shishio vào cuối phim. OVA chủ yếu miêu tả cuộc sống của Kenshin khi là một Battosai và thời gian với người vợ đầu của mình, Tomoe. Mở đầu OVA, Kenshin mới 9 tuổi và kết thúc khi chàng đã 18 tuổi.
Seri OVA thứ hai  Samurai X: Tinh sương biên , với tên tiếng Nhật là Seisōhen (星霜編 Tinh sương biên)  và sau đó được edit thành phim Samurai X: Suy ngẫm -Director's Cut, được phát hành trong và sau seri TV kể về những năm tháng sau này của Kenshin và Kaoru, khác nhiều so với bản gốc manga ở nhiều điểm trọng yếu như những chi tiết về sự xung đột giữa Jin-e và Enishi. OVA được miêu tả như là việc dựng những sự kiện xung quanh cuộc đời của Kenshin thành phim, được kể lại với cái nhìn của Kaoru.

## Sakabatō
Sakabatō (逆刃刀, lit. kiếm lưỡi ngược) là vũ khí của nhân vật chính Himura Kenshin. Nobuhiro Watsuki tạo ra một vũ khí độc đáo để thể hiện lời thề không sát sinh của Kenshin.
Đối với một thanh kiếm (katana) thông thường, lưỡi kiếm được mài sắc trong khi sống kiếm (棟, mune) thì lại cùn. Ngược lại, sakabatō có sống kiếm được mài sắc.
Mặc dù nguồn gốc của the sakabatō là lý do gây nên những sự lộn xộn giữa các fan, Watsuki đã khẳng định trong một cuộc phỏng vấn rằng sakabatō là sự sáng tạo của ông. Chưa từng có bất cứ sự ghi nhận nào về một thanh kiếm lưỡi ngược trong lịch sử Nhật Bản và không hề có một môn phái kiếm thuật nào sử dụng nó. Tuy nhiên, kể từ khi bộ manga này được xuất bản, những thanh kiếm lưỡi ngược đã được sản xuất theo yêu cầu của các nhà sưu tập và các fan.

## Thông tin liên quan
- Hội thoại nguyên gốc của Kenshin trong tiếng Nhật chứa một số từ hiếm gặp rất khó dịch. Nhiều trường hợp, Kenshin nói về chính mình bằng một đại từ khá khiêm tốn là "sessha" (dịch bởi Viz là "this one") và sử dụng động từ khá trang trọng là "de gozaru" (chuyển thể bởi MediaBlasters bằng mệnh đề cuối câu là "...that it is"). Anh ta cũng chia sẻ lối ngôn ngữ này với nhân vật trong một số bộ truyện khác như Goemon Ishikawa trong Lupin III. (Tuy nhiên, anh ta nói đến mình ở ngôi thứ nhất trong anime tiếng Anh). Anh ta cũng nói về phần lớn phụ nữ với một giọng khá kính cẩn thường được sử dụng bởi các lãnh chúa phong kiến; dịch là "Miss Kaoru" không biểu đạt được hoàn toàn sự nhã nhặn như "Kaoru-dono". Khi là Battōsai, Kenshin không lịch sự như thế nữa; từ "de gozaru" biến mất, và "sessha" được thay thế bằng một từ thông tục để chỉ đàn ông hơn "ore". Kaoru nhanh chóng nhận thấy điều này, và sau đó được giải thích sau trận chiến với Jin-eh.
- Cả tên của Kenshin và câu thán từ gần như vô nghĩa của anh đều xuất phát từ diễn viên hài yêu thích của Watsuki, Ken Shimura. Với cả cách sử dụng của Shimura và Watsuki, "oro" thể hiện một sự ngạc nhiên hay sợ hãi, dựa trên một thán từ tương đương là "ara" (thường được coi là hơi "đàn bà"). Trong từ vựng Nhật Bản hàn lâm, "oro" dùng để chỉ máu chảy từ tử cung sau khi sinh. Dường như trong bản tiếng Anh "oro" đã được dịch thành "huh" trong anime tiếng Anh (Mặc dù trong tập 62, Kaoru đã chú ý rằng Kenshin đã nói "oro" thay cho "huh?"). Tuy nhiên, "oro" được giữ nguyên trong bản manga tiếng Anh.
- Nguồn gốc vết sẹo hình chữ thập trên má Kenshin đã được giải thích sau đó trong bộ truyện (hay trong seri hoạt hình, trong bản OVA), nhưng nguồn gốc ý tưởng đã được làm sáng tỏ trong một cuộc phỏng vấn với tác giả của bộ truyện. Trong ý tưởng thiết kế, Nobuhiro Watsuki bắt đầu với một kiếm sĩ thông thường như khuôn mẫu. Ông sau đó quyết định sẽ vẽ nhân vật của mình hoàn toàn đối nghịch với những thiết kế khác. Vào lúc ông nhận thấy rằng nhân vật mà mình thiết kế trông khá giống một cô gái. Ông quyết định thêm cái sẹo vào để làm cho nhân vật của mình trong đàn ông hơn.
- Từ Battōsai (抜刀齋) dịch là Người rút kiếm nhanh. "battō" (抜刀) là hành động rút kiếm ra; "sai" là hậu tố không hề có nghĩa phàm tục, nhưng trong ngữ cảnh này, có thể để chỉ việc đã tinh thông được một kĩ thuật hay tri thức. Cái tên ngụ ý rằng sự tinh thông của Kenshin trên mọi lĩnh vực là Battōjutsu. Tuy nhiên, Kenshin không lấy biệt hiệu đó vì anh cũng không xứng đáng với nó.
- Samurai X là tên quốc tế của bộ truyện và được sử dụng trong rất nhiều bản của series này. Những bộ phim tiếng Anh của ADV film như các OVA và phim nhựa sử dụng cái tên Samurai X để không lầm với Media Blasters, công ty có seri phim truyền hình. Cái tên này không được các fan của seri này ưa thích vì nói đến ngữ nghĩa thì Kenshin không phải là một samurai, mặc dù một số fan của OVA hay Samurai X cho rằng cái tên Kenshin nghe còn tàn bạo hơn.
- Watsuki, một fan của truyện tranh Mỹ đặc biệt là truyện viễn tưởng về những anh hùng phi thường, xây dựng nhiều nhân vật trong Rurouni Kenshin dựa trên các nhân vật của các bộ truyện X-Men, Spider-Man và một số truyện khác. Kẻ thù của Kenshin, Jin-Eh, dựa trên truyện Gambit cả cái áo khoác và chiều dài 2 thanh kodachi của Shinomori Aoshi cũng được mượn từ nhân vật này. Cách thiết kế cho Saitō Hajime (đồng phục xanh đậm, găng tay trắng, kiểu tóc và dáng người) và cương lĩnh giết chóc đầy tàn bạo đối với kẻ ác là của The Punisher trong khi thói quen hút thuốc và tính cách hay nhiếc móc bạn bè (đặc biệt là đối với Sanosuke) là lấy cảm hứng từ nhân vật Wolverine của loạt truyện X-Men. Hơn nũa, Kenshin cũng thể hiện sự hóm hỉnh, hài hước và triết lý đạo đức như Spider-Man. Cả nhân vật Yatsume Mumyoi, một nhân vật trong phần Jinchu (xem ở trên) rất giống với siêu tội phạm Venom trong Spider-Man, điều mà chính Watsuki đã chỉ ra trong phần chú thích cho riêng từng nhân vật. Áo choàng của Hiko Seijūrō, sư phụ của Kenshin, Watsuki thừa nhận ở một chú thích trong truyện là đã lấy ý tưởng từ chiếc áo choàng của Spawn. Anji, người sáng tạo nên Futae no Kiwami, một phần là dựa trên Colossus.
- Theo phần Watsuki trong "Cuộc đời bí mật của các nhân vật", các nhân vật dễ thấy là dựa trên các nhân vật trong các anime nổi tiếng khác. Kiểu tóc của Sanjō Tsubame lấy mẫu của Hotaru Tomoe trong Sailor Moon trong khi Yukishiro Tomoe và Honjō Kamatari lần lượt dựa trên Rei Ayanami và Yui Ikari trong Neon Genesis Evangelion.
- Tên thay thế của Kenshin, Samurai X, được sử dụng trong một bộ truyện khác của Watsuki: Buso Renkin. Thanh kiếm trong Samurai X của Shusui Hayasaka là Buso Renkin.
- Trong lần xuất hiện đầu tiên của Yahiko, cậu bé xưng tên Myōjin Yahiko, dòng dõi Samurai Tokyo, mặc dù trong thời kỳ Minh Trị, phần lớn thành viên trong tầng lớp samurai trở thành các shizoku, vẫn giữ lại được lương như cũ nhưng không còn được cầm những thanh kiếm nữa. Trong lần tái bản sau, Viz đã dịch Yahiko tự giới thiệu mình là Yahiko Shizoku, làm rất nhiều độc giả đã đọc phần trước đau đầu. Trong nhiều bản dịch bởi MediaBlasters, Yahiko tự giới thiệu mình là "Yahiki Myojin: Con trai của một Samurai".
- Series này cũng một phần bị ảnh hưởng bởi game Samurai Shodown, vì Watsuki thường xuyên tham khảo trong các game và sổ tay nhân vật của ông. Điều đáng chú ý là trong seri game Last Blade, cũng của SNK, có rất nhiều nhân vật nhìn qua trông rất giống các nhân vật trong Rurouni Keshin, đáng chú ý nhất là Moriya Minakata, cái áo choàng của nhân vật này chính là cái áo của Hiko Seijuro và tuyệt kỹ chính của ông cũng là battoujutsu.
- Nhân vật Baiken trong Guilty Gear cũng chịu ảnh hưởng rất lớn từ Kenshin, cách xuất hiện lần đầu tiên của cô áy trong game gần giống như Kenshin. Người ta nói rằng Daisuke Ishiwatari (người thiết kế nhân vật) đã nảy ra ý tưởng này khi nhìn thấy một bức hình của Kenshin và tưởng nhầm rằng đây là một phụ nữ.
- Có một cảnh trong bộ manga, trong phần đầu của phần Jinchuu khi Kenshin kể cho các bạn nghe quá khứ của anh và về Yukishiro Tomoe, trong một trang, Kenshin không mang tất ngón nhưng trong các trang tiếp theo thì anh ta lại đi loại tất này.
- Trong tập đầu của seri OVA, Kenshin chôn cất những người coi sóc cho mình và những kẻ giết người với những chữ thập trên mộ. Điều này khó có thể xảy ra vì đạo Thiên chúa bị cấm dưới thời Shogun Tokugawa.